# 忍び物見
忍び物見（しのびものみ）は、戦国時代、戦場で山野に隠れて敵情をさぐる斥候。
芝見（しばみ）、草屈り（くさかまり）、ともいった。

## 概略
だれにも見つからないように山野に伏し、草むらに隠れ、敵地の形勢、敵兵の動静などを視察するが、侍による普通の物見（のちの将校斥候位に相当する）よりは地位は低い、徒卒・足軽などがあてられた。
『見聞雑録』には、織田信長が忍び物見を出して敵情をさぐらせたことがあり、『奥羽永慶軍記』には、伊達政宗が芝見をつかって敵の夜討を警戒したことがある。
かまりについては天正壬午の乱の事例として、『松平家忠日記』天正10年7月26日の条に徳川家康が信濃の諏訪頼忠と戦ったときにかまりを使ったことが、『大須賀記』天正10年8月27日には徳川家康が北条氏直と甲斐国新府で戦ったときに横須賀衆の手でかまりの指図をさせたことがみえる。